# Agnes De Munter
Agnes De Munter (Viane, 9 november 1933 - Zottegem, 2 maart 2005) was een Belgisch CVP-politicus en burgemeester van Geraardsbergen van begin 1977 tot eind 1994.
Ze overleed op 71-jarige leeftijd in het AZ Sint-Elisabeth te Zottegem.